# Eucosmini
Az Eucosmini a sodrómolyfélék (Tortricidae) tükrösmolyformák (Olethreutinae) alcsaládjának egyik nemzetsége. Fajainak többségét magyarul valamilyen tükrösmolynak vagy gyantamolynak hívják.

## Származásuk, elterjedésük
A taxon a sodrómolyfélék (az Archipini után) második legfajgazdagabb nemzetsége. Száznál is jóval több nemébe 2013-ban mintegy 1600 fajt soroltak. A fajok többsége a trópusokon él. Európában 26 nemük fajai fordulnak elő; ezeket a nemek felsorolásánál külön jelöljük.

## Rendszertani felosztásuk
Ismertebb nemek (hiányos):
- Acroclita — 5 európai fajjal
- Age
- Alcina
- Alischirnevalia
- Allodapella
- Allohermenias
- Anoecophysis
- Antichlidas
- Argepinotia
- Asketria
- Assulella
- Azuayacana
- Barbara — 1 európai fajjal
- Bascaneucosma
- Bipartivalva
- Biuncaria
- Blastesthia
- Blastopetrova
- Brachiocera
- Brachioxena
- Catastega
- Charitostega
- Chimoptesis
- Cirrilaspeyresia
- Clavigesta — 2 európai fajjal
- Coenobiodes
- Collogenes
- Cosmetra
- Crocidosema — 1 európai fajjal
- Crusimetra
- Demeijerella
- Dicnecidia
- Dinogenes
- Diplonearcha
- Doliochastis
- Eccoptocera
- Emrahia
- Epibactra — 1 európai fajjal
- Epiblema — 23 európai fajjal
- Epinotia — 39 európai fajjal
- Eriopsela — 3 európai fajjal
- Eucoenogenes
- Eucopina
- Eucosma — 57 európai fajjal
- Eucosmophyes
- Gibberifera — 1 európai fajjal
- Gravitarmata — 2 európai fajjal
- Gretchena
- Gypsonoma — 10 európai fajjal
- Heleanna
- Hendecaneura
- Hendecasticha
- Hermenias
- Herpystis
- Herpystostena
- Hetereucosma
- Holocola
- Hylotropha
- Icelita
- Jerapowellia
- Kennelia
- Laculataria
- Lepteucosma — 1 európai fajjal
- Macraesthetica
- Makivora
- Megaherpystis
- Mehteria
- Melanodaedala
- Mesocallyntera
- Mesochariodes
- Metacosma
- Mystogenes
- Namasia
- Neaspasia
- Neobarbara
- Niphadostola
- Noduliferola
- Notocelia — 8 európai fajjal
- Nuntiella
- Osthelderiella
- Parachanda
- Pelochrista — 34 európai fajjal
- Peridaedala
- Phaneta — 1 európai fajjal
- Plutographa
- Proteoteras
- Protithona
- Pseudexentera
- Pseudoclita
- Pseudococcyx — 4 európai fajjal
- Quebradnotia
- Retinia — 2 európai fajjal
- Rhopalovalva
- Rhopobota — 4 európai fajjal
- Rhyacionia — 9 európai fajjal
- Ricifalca
- Salsolicola — 1 európai fajjal
- Sociognatha
- Sonia
- Spilonota — 2 európai fajjal
- Strepsicrates — 2 európai fajjal
- Stygitropha
- Suleima
- Syropetrova
- Tambitnotia
- Thiodia — 12 európai fajjal
- Thiodiodes — 1 európai fajjal
- Tritopterna
- Ustriclapex
- Whittenella
- Xenosocia
- Yunusemreia
- Zeiraphera — 4 európai fajjal
- Zerpanotia

Bizonytalan:
- Ioplocama
- Pygolopha

## Magyarországi fajok
Magyarországon 20 nem fajai élnek:
- Crocidosema (Zeller, 1847)
  - déli tükrösmoly (Crocidosema plebejana Zeller, 1847) — Magyarországon sokfelé előfordul (Pastorális, 2011; Pastorális & Szeőke, 2011);
- Epibactra (Ragonot, 1894)
  - keleti szittyómoly (Epibactra immundana, E. sareptana Eversmann, 1844) — Magyarországon szórványos (Pastorális, 2011);
- Epiblema (Hb., 1825)
  - bolhafű-tükrösmoly (Epiblema cnicicolana Zeller, 1847) — Magyarországon szórványos (Pastorális, 2011);
  - kampós foltú tükrösmoly (Epiblema foenella L., 1758) — Magyarországon közönséges (Fazekas, 2001; Pastorális, 2011; Pastorális & Szeőke, 2011);
  - acsalapu-tükrösmoly (Epiblema grandaevana Lienig & Zeller, 1846) — Magyarországon szórványos (Pastorális, 2011);
  - cickafark-tükrösmoly (Epiblema graphana Treitschke, 1835) — Magyarországon közönséges (Pastorális, 2011; Pastorális & Szeőke, 2011);
  - májfoltos tükrösmoly (Epiblema hepaticana Treitschke, 1835) — Magyarországon közönséges (Horváth, 1997; Pastorális, 2011; Pastorális & Szeőke, 2011);
  - peremizsszár-tükrösmoly (Epiblema inulivora, E. obscurana Meyrick, 1932) — Magyarországon közönséges (Horváth, 1997; Pastorális, 2011; Pastorális & Szeőke, 2011);
  - turjáni tükrösmoly (Epiblema junctana Herrich-Schäffer, 1856) — Magyarországon közönséges (Fazekas, 2001; Pastorális, 2011);
  - hegyi tükrösmoly (Epiblema mendiculana, E. hungaricana Treitschke, 1835) — Magyarországon többfelé előfordul (Pastorális, 2011; Pastorális & Szeőke, 2011);
  - réti tükrösmoly (Epiblema scutulana Denis & Schiffermüller, 1775) — Magyarországon közönséges (Fazekas, 2001; Pastorális, 2011; Pastorális & Szeőke, 2011);
  - nyírlakó tükrösmoly (Epiblema similana Denis & Schiffermüller, 1775) — Magyarországon sokfelé előfordul (Pastorális, 2011; Pastorális & Szeőke, 2011);
  - fehérpettyes tükrösmoly (Epiblema sticticana, E. farfarae Fabricius, 1794) — Magyarországon közönséges (Fazekas, 2001; Pastorális, 2011; Pastorális & Szeőke, 2011);
  - acsalapurágó tükrösmoly (Epiblema turbidana Treitschke, 1835) — Magyarországon többfelé előfordul (Pastorális, 2011);
- Epinotia (Hb., 1825)
  - juharlevél-tükrösmoly (Epinotia abbreviana, E. trimaculana Fabricius, 1794) — Magyarországon sokfelé előfordul - (Pastorális, 2011; Pastorális & Szeőke, 2011)
  - félholdas tükrösmoly (Epinotia bilunana Haworth, 1811) — Magyarországon sokfelé előfordul (Pastorális, 2011; Pastorális & Szeőke, 2011);
  - nagyfoltú tükrösmoly (Epinotia brunnichana L., 1767) — Magyarországon többfelé előfordul (Pastorális, 2011);
  - kecskefűz-tükrösmoly (Epinotia caprana Fabricius, 1798) — Magyarországon szórványos (Pastorális, 2011; Pastorális & Szeőke, 2011);
  - szeder-tükrösmoly (Epinotia cruciana L., 1761) — Magyarországon szórványos (Pastorális, 2011);
  - barkaszövő tükrösmoly (Epinotia demarniana Fischer von Röslerstamm, 1840) — Magyarországon sokfelé előfordul (Pastorális, 2011; Pastorális & Szeőke, 2011);
  - barna tövű tükrösmoly (Epinotia festivana Hb., 1799) — Magyarországon közönséges (Pastorális, 2011; Pastorális & Szeőke, 2011);
  - lucfenyőkéreg-tükrösmoly (Epinotia granitana Herrich-Schäffer, 1851) — Magyarországon többfelé előfordul (Fazekas, 2001; Pastorális, 2011; Pastorális & Szeőke, 2011);
  - lápréti tükrösmoly (Epinotia immundana Fischer von Röslerstamm, 1839) — Magyarországon sokfelé előfordul (Pastorális, 2011; Pastorális & Szeőke, 2011);
  - zsályaszövő tükrösmoly (Epinotia kochiana Herrich-Schäffer, 1851) — Magyarországon többfelé előfordul (Pastorális, 2011; Pastorális & Szeőke, 2011);
  - fekete tükrösmoly (Epinotia maculana Fabricius, 1775) — Magyarországon szórványos (Pastorális, 2011);
  - fenyősövény-tükrösmoly (Epinotia nanana Treitschke, 1835) — Magyarországon közönséges (Pastorális, 2011; Pastorális & Szeőke, 2011);
  - jegenyefenyő-tükrösmoly (Epinotia nigricana Herrich-Schäffer, 1851) — Magyarországon szórványos (Pastorális, 2011);
  - nyárfabarka-tükrösmoly (Epinotia nisella Clerck, 1759) — Magyarországon közönséges (Fazekas, 2001; Pastorális, 2011; Pastorális & Szeőke, 2011);
  - apró fenyőtűmoly (Epinotia pusillana Peyerimhoff, 1863) — Magyarországon szórványos (Pastorális, 2011);
  - fenyveslakó tükrösmoly (Epinotia pygmaeana Hb., 1799) — Magyarországon szórványos (Pastorális, 2011);
  - ékfoltos tükrösmoly (Epinotia ramella L., 1758) — Magyarországon közönséges (Fazekas, 2001; Pastorális, 2011; Pastorális & Szeőke, 2011);
  - erdeifenyő-tükrösmoly (Epinotia rubiginosana Herrich-Schäffer, 1851) — Magyarországon szórványos (Pastorális, 2011);
  - májusfa-tükrösmoly (Epinotia signatana (Douglas, 1845) — Magyarországon szórványos (Pastorális, 2011);
  - égerlevél-tükrösmoly (Epinotia solandriana L., 1758) — Magyarországon többfelé előfordul (Pastorális, 2011);
  - égersodró tükrösmoly (Epinotia sordidana Hb., 1824) — Magyarországon többfelé előfordul (Pastorális, 2011; Pastorális & Szeőke, 2011);
  - fűzlevélsodró tükrösmoly (Epinotia subocellana Donovan, 1806) — Magyarországon sokfelé előfordul (Pastorális, 2011);
  - fenyő-tükrösmoly (Epinotia tedella Clerck, 1759) — Magyarországon közönséges (Fazekas, 2001; Mészáros, 2005; Pastorális, 2011);
  - nyírbarka-tükrösmoly (Epinotia tenerana Denis & Schiffermüller, 1775) — Magyarországon sokfelé előfordul (Pastorális, 2011; Pastorális & Szeőke, 2011);
  - nyírfúró tükrösmoly (Epinotia tetraquetrana Haworth, 1811) — Magyarországon sokfelé előfordul (Fazekas, 2001; Pastorális, 2011; Pastorális & Szeőke, 2011);
  - édeskömény-tükrösmoly (Epinotia thapsiana Zeller, 1847) — Magyarországon szórványos (Pastorális, 2011);
  - nyírfalevél-tükrösmoly (Epinotia trigonella, E. stroemiana L., 1758) — Magyarországon sokfelé előfordul (Fazekas, 2001; Pastorális, 2011);
- Eriopsela (Guenée, 1845)
  - ördögfű-tükrösmoly (Eriopsela quadrana Hb., 1813) — Magyarországon szórványos (Pastorális, 2011; Pastorális & Szeőke, 2011);
- Eucosma (Hb., 1823)
  - aranyvessző-tükrösmoly (Eucosma aemulana, E.latiorana Schläger, 1849) — Magyarországon szórványos (Pastorális, 2011);
  - zsoltina-tükrösmoly (Eucosma albidulana Herrich-Schäffer, 1851) — Magyarországon közönséges (Horváth, 1997; Fazekas, 2001; Pastorális, 2011; Pastorális & Szeőke, 2011);
  - aranyfürt-tükrösmoly (Eucosma aspidiscana Hb., 1817) — Magyarországon sokfelé előfordul (Fazekas, 2001; Pastorális, 2011; Pastorális & Szeőke, 2011);
  - dunántúli tükrösmoly (Eucosma balatonana, E. danicana Osthelder, 1937) — Magyarországon többfelé előfordul (Pastorális, 2011; Pastorális & Szeőke, 2011);
  - feketefoltos tükrösmoly (Eucosma campoliliana Denis & Schiffermüller, 1775) — Magyarországon sokfelé előfordul (Pastorális, 2011; Pastorális & Szeőke, 2011);
  - aszatvirág-tükrösmoly (Eucosma cana Haworth, 1811) — Magyarországon közönséges (Fazekas, 2001; Pastorális, 2011; Pastorális & Szeőke, 2011);
  - fémsávos tükrösmoly (Eucosma conformana Mann, 1872) — Magyarországon szórványos (Pastorális, 2011);
  - salátamoly (saláta-tükrösmoly, Eucosma conterminana Guenée, 1845) — Magyarországon közönséges (Fazekas, 2001; Pastorális, 2011; Pastorális & Szeőke, 2011);,
  - peremizsvirág-tükrösmoly (Eucosma cumulana Guenée, 1845) — Magyarországon szórványos (Pastorális, 2011);
  - tüzes tükrösmoly (Eucosma fervidana Zeller, 1847) — Magyarországon szórványos (Pastorális, 2011);
  - imola-tükrösmoly (Eucosma flavispecula Kuznetsov, 1964) — Magyarországon többfelé előfordul (Pastorális, 2011);
  - vörhenyes tükrösmoly (Eucosma fulvana Stephens, 1834) — Magyarországon többfelé előfordul (Fazekas, 2001; Pastorális, 2011);
  - bogáncsvirág-tükrösmoly (Eucosma hohenwartiana, E. jaceana Denis & Schiffermüller, 1775) — Magyarországon közönséges (Horváth, 1997; Fazekas, 2001; Pastorális, 2011; Pastorális & Szeőke, 2011);
  - fehér tükrösmoly (Eucosma lacteana, E. maritima Treitschke, 1835) — Magyarországon közönséges (Fazekas, 2001; Pastorális, 2011; Pastorális & Szeőke, 2011);
  - hagymarágó tükrösmoly (Eucosma lugubrana Treitschke, 1830) — Magyarországon közönséges (Pastorális, 2011; Pastorális & Szeőke, 2011);
  - parlagi tükrösmoly (Eucosma messingiana Fischer von Röslerstamm, 1837) — Magyarországon szórványos (Pastorális, 2011);
  - ürömgyökér-tükrösmoly (Eucosma metzneriana Treitschke, 1830) — Magyarországon közönséges (Fazekas, 2001; Pastorális, 2011; Pastorális & Szeőke, 2011);
  - nádi tükrösmoly (Eucosma obumbratana, E. expallidana Lienig & Zeller, 1846) — Magyarországon közönséges (Horváth, 1997; Pastorális, 2011);
  - zsoltinavirág-tükrösmoly (Eucosma parvulana, E. scutana Wilkinson, 1859) — Magyarországon közönséges (Horváth, 1997; Pastorális, 2011);
  - aprószemű tükrösmoly (Eucosma pupillana Clerck, 1759) — Magyarországon közönséges (Pastorális, 2011; Pastorális & Szeőke, 2011);
  - tundramoly (Eucosma tundrana Kennel, 1900) — Magyarországon sokfelé előfordul (Pastorális, 2011; Pastorális & Szeőke, 2011; Pastorális & Szeőke, 2011);
  - sziki tükrösmoly (Eucosma tripoliana Barrett, 1880) — Magyarországon többfelé előfordul (Mészáros, 2005; Pastorális, 2011);
  - ürömgubacs-tükrösmoly (Eucosma wimmerana, E. incana Treitschke, 1835) — Magyarországon többfelé előfordul (Pastorális, 2011; Pastorális & Szeőke, 2011);
- Gibberifera (Obraztsov, 1946)
  - rezgőnyárfa-tükrösmoly (Gibberifera simplana Fischer von Röslerstamm, 1836) — Magyarországon sokfelé előfordul (Fazekas, 2001; Pastorális, 2011);
- Gravitarmata (Obraztsov, 1946)
  - márványos gyantamoly (Gravitarmata margarotana Heinemann, 1863) — Magyarországon többfelé előfordul (Pastorális, 2011; Pastorális & Szeőke, 2011);
- Gypsonoma (Meyrick, 1895)
  - nyárfahajtás-tükrösmoly (Gypsonoma aceriana Duponchel, 1843) — Magyarországon sokfelé előfordul (Fazekas, 2001; Mészáros, 2005; Pastorális, 2011);
  - barkarágó tükrösmoly (Gypsonoma dealbana Frölich, 1828) — Magyarországon közönséges (Fazekas, 2001; Pastorális, 2011; Pastorális & Szeőke, 2011);
  - fehérnyár-tükrösmoly (Gypsonoma minutana Hb., 1799) — Magyarországon közönséges (Fazekas, 2001; Pastorális, 2011; Pastorális & Szeőke, 2011);
  - rezgőnyár-tükrösmoly (Gypsonoma nitidulana Lienig & Zeller, 1846) — Magyarországon sokfelé előfordul (Fazekas, 2001; Pastorális, 2011);
  - Obrazcov tükrösmolya (Gypsonoma obraztsovi Amsel, 1959) — Magyarországon szórványos (Pastorális, 2011);
  - nyárfa-tükrösmoly (Gypsonoma oppressana Treitschke, 1835) — Magyarországon közönséges (Pastorális, 2011);
  - tölgyfalevél-tükrösmoly (Gypsonoma sociana Haworth, 1811) — Magyarországon közönséges (Fazekas, 2001; Pastorális, 2011; Pastorális & Szeőke, 2011);
- Lepteucosma (Diakonoff, 1971)
  - málnalevélsodró tükrösmoly (Lepteucosma huebneriana, L. ustulana Koçak, 1980) — Magyarországon szórványos (Pastorális, 2011);
- Notocelia (Hb., 1825
  - rózsahajtás-tükrösmoly (Notocelia cynosbatella L., 1758) — Magyarországon közönséges (Fazekas, 2001; Pastorális, 2011; Pastorális & Szeőke, 2011);
  - jajrózsa-tükrösmoly (Notocelia incarnatana Hb., 1800) — Magyarországon közönséges (Pastorális, 2011; Pastorális & Szeőke, 2011);
  - rózsalakó tükrösmoly (Notocelia rosaecolana Doubleday, 1850) — Magyarországon szórványos (Pastorális, 2011; Pastorális & Szeőke, 2011);
  - rózsarügy-tükrösmoly (Notocelia roborana, N. aquana Denis & Schiffermüller, 1775) — Magyarországon közönséges (Fazekas, 2001; Pastorális, 2011; Pastorális & Szeőke, 2011);
  - galagonya-tükrösmoly (Notocelia trimaculana, N. suffusana Haworth, 1811) — Magyarországon közönséges (Horváth, 1997; Fazekas, 2001; Pastorális, 2011; Pastorális & Szeőke, 2011);
  - málnasodró tükrösmoly (Notocelia uddmanniana L., 1758) — Magyarországon közönséges (Fazekas, 2001; Mészáros, 2005; Pastorális, 2011; Pastorális & Szeőke, 2011);
- Pelochrista (Lederer, 1859)
  - arabeszkmoly (Pelochrista arabescana Eversmann, 1844) — Magyarországon többfelé előfordul (Pastorális, 2011; Pastorális & Szeőke, 2011);
  - vakfoltú tükrösmoly (Pelochrista caecimaculana Hb., 1799) — Magyarországon közönséges (Fazekas, 2001; Pastorális, 2011; Pastorális & Szeőke, 2011);
  - fakó tükrösmoly (Pelochrista decolorana Freyer, 1842) — Magyarországon közönséges (Fazekas, 2001; Pastorális, 2011);
  - májszínű tükrösmoly (Pelochrista hepatariana Herrich-Schäffer, 1851) — Magyarországon sokfelé előfordul (Mészáros, 2005; Pastorális, 2011; Pastorális & Szeőke, 2011);
  - mezeiüröm-tükrösmoly (Pelochrista infidana Hb., 1824) — Magyarországon sokfelé előfordul (Fazekas, 2001; Mészáros, 2005; Pastorális, 2011; Pastorális & Szeőke, 2011);
  - pannon tükrösmoly (Pelochrista latericiana Rebel, 1919) — Magyarországon szórványos (Pastorális, 2011);
  - sárgásszürke tükrösmoly (Pelochrista modicana Zeller, 1847) — Magyarországon szórványos (Pastorális, 2011; Pastorális & Szeőke, 2011);
  - mediterrán tükrösmoly (Pelochrista mollitana, P. trisignana, P. commodestana Zeller, 1847) — Magyarországon sokfelé előfordul (Horváth, 1997; Mészáros, 2005; Pastorális, 2011; Pastorális & Szeőke, 2011);
  - poros tükrösmoly (Pelochrista subtiliana Jäckh, 1960) — Magyarországon többfelé előfordul (Pastorális, 2011);
- Phaneta (Stephens, 1852)
- gyepűrózsa-tükrösmoly (Phaneta pauperana Duponchel, 1843) — Magyarországon közönséges (Horváth, 1997; Pastorális, 2011; Pastorális & Szeőke, 2011);
- Pseudococcyx (Swatschek, 1958)
  - erdeifenyő-gyantamoly (Pseudococcyx posticana Zetterstedt, 1839) — Magyarországon szórványos (Pastorális, 2011);
  - rügyfúró gyantamoly (Pseudococcyx turionella L., 1758) — Magyarországon többfelé előfordul (Mészáros, 2005; Pastorális, 2011);
- Retinia (Guenée, 1845)
  - kormos gyantamoly (Retinia resinella L., 1758) — Magyarországon közönséges (Horváth, 1997; Mészáros, 2005; Pastorális, 2011; Pastorális & Szeőke, 2011);
- Rhopobota (Pelochrista (Lederer, 1859)
  - áfonya-tükrösmoly (Rhopobota myrtillana Humphreys et Westwood, 1845) — Magyarországon többfelé előfordul (Pastorális, 2011);
  - márványos tükrösmoly (Rhopobota naevana Hb., 1817) — Magyarországon közönséges (Fazekas, 2001; Pastorális, 2011; Pastorális & Szeőke, 2011);
  - horpadt sávú tükrösmoly (Rhopobota stagnana Denis & Schiffermüller, 1775) — Magyarországon közönséges (Pastorális, 2011; Pastorális & Szeőke, 2011);
- Rhyacionia (Hb., 1825)
  - fenyőilonca (Rhyacionia buoliana Denis & Schiffermüller, 1775) — Magyarországon közönséges (Mészáros, 2005; Pastorális, 2011; Pastorális & Szeőke, 2011);
  - sötét gyantamoly (Rhyacionia duplana Hb., 1813) — Magyarországon sokfelé előfordul (Mészáros, 2005; Pastorális, 2011);
  - rácsos gyantamoly (Rhyacionia hafneri Rebel, 1937) — Magyarországon szórványos (Pastorális, 2011; Pastorális & Szeőke, 2011);
  - apró gyantamoly (Rhyacionia piniana (Herrich-Schäffer, 1851) — Magyarországon többfelé előfordul (Pastorális, 2011);
  - piros gyantamoly (Rhyacionia pinicolana Doubleday, 1849) — Magyarországon közönséges (Mészáros, 2005; Pastorális, 2011; Pastorális & Szeőke, 2011);
  - tarka gyantamoly (Rhyacionia pinivorana Lienig & Zeller, 1846) — Magyarországon közönséges (Mészáros, 2005; Pastorális, 2011; Pastorális & Szeőke, 2011);
- Spilonota (Stephens, 1829)
  - vörösfenyő-tükrösmoly (Spilonota laricana Heinemann, 1863) — Magyarországon sokfelé előfordul (Fazekas, 2001; Mészáros, 2005; Pastorális, 2011);
  - szemes tükrösmoly (Spilonota ocellana Denis & Schiffermüller, 1775) — Magyarországon közönséges (Fazekas, 2001; Mészáros, 2005; Pastorális, 2011; Pastorális & Szeőke, 2011);
- Thiodia (Hb., 1825)
  - citromsárga tükrösmoly (Thiodia citrana Hb., 1799) — Magyarországon közönséges (Fazekas, 2001; Pastorális, 2011; Pastorális & Szeőke, 2011);
  - piros tükrösmoly (Thiodia lerneana Treitschke, 1835) — Magyarországon többfelé előfordul (Pastorális, 2011; Pastorális & Szeőke, 2011);
  - fehér öves tükrösmoly (Thiodia torridana, Th. hastana, Th. hastiana Lederer, 1859) — Magyarországon közönséges (Pastorális, 2011);
  - dárdahere-tükrösmoly (Thiodia trochilana Frölich, 1828) — Magyarországon közönséges (Pastorális, 2011; Pastorális & Szeőke, 2011);
- Zeiraphera (Treitschke, 1829)
  - fenyőtűszövő tükrösmoly (Zeiraphera griseana, Z. diniana Hb., 1799) — Magyarországon közönséges (Horváth, 1997; Fazekas, 2001; Pastorális, 2011; Pastorális & Szeőke, 2011);
  - tölgysodró tükrösmoly (Zeiraphera isertana Fabricius, 1794) — Magyarországon közönséges (Fazekas, 2001; Pastorális, 2011; Pastorális & Szeőke, 2011);
  - lucfenyő-tükrösmoly (Zeiraphera ratzeburgiana, Z. bimaculana Saxesen, 1840) — Magyarországon szórványos (Pastorális, 2011);
  - fenyőrügy-tükrösmoly (Zeiraphera rufimitrana Herrich-Schäffer, 1851) — Magyarországon sokfelé előfordul (Fazekas, 2001; Mészáros, 2005; Pastorális, 2011; Pastorális & Szeőke, 2011);